# Zdeněk Svěrák
Zdeněk Svěrák (Prága, 1936. március 28. –) cseh színész, komikus és forgatókönyvíró. Az egyik legnépszerűbb cseh kulturális személyiség. 1989-ben a Berlini Nemzetközi Filmfesztivál 39. kiadásának zsűritagja volt.

## Filmjei
| - Joachim, dobd a gépbe! (1974) (színész is) - Aki aranyat keres (1974) - Magány az erdőszélen (1976) (színész is) - Fiacskám, én készültem! (1976) (színész is) - Harminc lány és Pythagoras (1977) (színész is) - Éljenek a kísértetek! (1977) - Gömbvillám (1979) (színész is) - Főúr, tünés! (1981) (színész is) - Holnemvolt (1983) (színész is) - Három obsitos (1984) (színész is) - Hajmeresztő hajnövesztő (1985) (színész is) - Mi van magával, doktor úr? (1985) (színész is) - Az én kis falum (1985) (színész is) - Általános iskola (1991) (színész is) - Akkumulátor (1994) (színész is) - Iván Csonkin közkatona élete és különleges kalandjai (1994) - Akt (1997) (színész is) - Sötétkék égbolt (2001) (színész is) - Csereüvegek (2007) (színész is) - Mezítláb a tarlón (2017) (színész is) | - Bűntény a mulatóban (1968) - Pacsirták cérnaszálon (1969) - Uram, Ön özvegyasszony lesz! (1971) - Brontoszaurusz (1980) - Elakadás (1982) - Tengerszem (1982) - Szívélyes üdvözlet a Földről (1983) - Hóvirágünnep (1984) - A költők elveszett ábrándjai (1985) - Mint a méreg (1986) - Száguldás (1994) |